# Neves Ferreira
Neves Ferreira és una localitat de São Tomé i Príncipe. Es troba al districte de Pagué, al nord de l'illa i Regió Autònoma de Príncipe. La seva població és de 511 (2008 est.). Es troba al sud de la capital de l'illa Santo António.
L'àrea està connectada amb la carretera que uneix la resta de l'illa al nord, la zona és la porció menys poblada de l'illa de Príncipe, juntament amb els seus illots propers. El parc forma part de la part del Parc Natural d'Ôbo, que forma part de la Reserva de la Biosfera.
L'1 de novembre de 1929, el camí que mostrava un eclipsi anular estava just al sud-oest de l'assentament i també cobria la part més meridional de l'illa. El cel era parcialment fosc i les condicions meteorològiques eren desconegudes.

## Evolució de la població
| 2001 | 2008 |
| 448  | 511  |